# Upplands runinskrifter 917
Upplands runinskrifter 917 är en vikingatida runsten av blågrå granit som är rest vid Jumkils kyrka, Jumkils socken och Uppsala kommun i Uppland. Stenen står tre meter söder om klockstapeln.
Runstenen är 1,8 meter hög och 1,65 meter bred samt 0,35 meter tjock. Runhöjden är 6-10 centimeter. Stenen är lagad.

## Historia
Johan Peringskiöld skrev 1672 att runstenen fanns nedlagd "i kyrkodörren" i Jumkils kyrka. Den täcktes sedermera och blev därmed inte åtkomlig. Vid reparationsarbeten i kyrkan 1928 blev stenen emellertid framplockad och 1932 lagades den och restes på sin nuvarande plats.

## Inskriften
Translitterering av runraden:
ernf(a)(s)tr ' uk ' stinbiarn '  þorstin litu · at iurunt · faþur sin ¶ tiselfr
Normalisering till runsvenska:
Ærnfastr ok Stæinbiorn [ok] Þorstæinn letu at Iorund, faður sinn. Disælfʀ.
Översättning till nusvenska:
Ärnfast och Stenbjörn (och) Torsten lät (resa stenen) efter Jorund, sin fader. Disälv.
Kvinnonamnet - tiselfr 'Disälv' - står sist i inskriften på runstenen och i motsatt riktning mot resten av inskriften. Ett ensamstående namn kan i många fall vara namnet på runristaren, men i detta fall ligger det närmare till hands att namnet avser makan till den döde. Troligen är stenen ett verk av den kände ristaren Öpir.